# Université de Douala
 (janvier 2025).
L'université de Douala (en anglais : University of Douala) - parfois désignée par le sigle UDo, voire UDla - est une université publique camerounaise fondée en 1993 dans la ville de Douala, la capitale économique du Cameroun, Afrique centrale. Elle est issue de la transformation en université des centres universitaires instaurés en 1992. Elle intègre les deux langues officielles du Cameroun, le français et l'anglais dans le cursus de formation.

## Historique
Créée par le décret présidentiel n° 93/030 du 19 janvier 1993, l'université de Douala hérite des structures de l’École supérieure des sciences économiques et commerciales (Essec) et de l’École normale d'enseignement technique (Enset) fondées en 1977 et 1979.

## Organisation
L'université est composée de cinq facultés, de trois instituts et de trois écoles :

### Facultés
- Faculté des sciences
- Faculté des sciences juridiques et politiques
- Faculté des lettres et sciences humaines
- Faculté des sciences économiques et gestion appliquée
- Faculté de médecine et sciences pharmaceutiques

### Instituts
- Institut universitaire de technologie
- Institut des sciences halieutiques à Yabassi
- Institut des beaux-arts à Nkongsamba
- Académie Internet - pour la formation à distance, dont le Master M2 en informatique appliquée aux SIG (IASIG) de l'Agence universitaire de la Francophonie (AUF)

### Écoles
- École supérieure des sciences économiques et commerciales (ESSEC)
- École normale supérieure d'enseignement technique (ENSET)
- École nationale supérieure polytechnique de Douala (ENSPD)

### Campus
Ses établissements et instituts sont localisés sur six campus situés à Douala et dans la région du Littoral.
- Campus 1 : Douala-Bassa
- Campus 2 : Douala-Ndogbong
- Campus 3 : Douala-Akwa
- Douala-Logbessou, depuis 2006
- Nkongsamba
- Yabassi, depuis 2010

## Galerie d'images

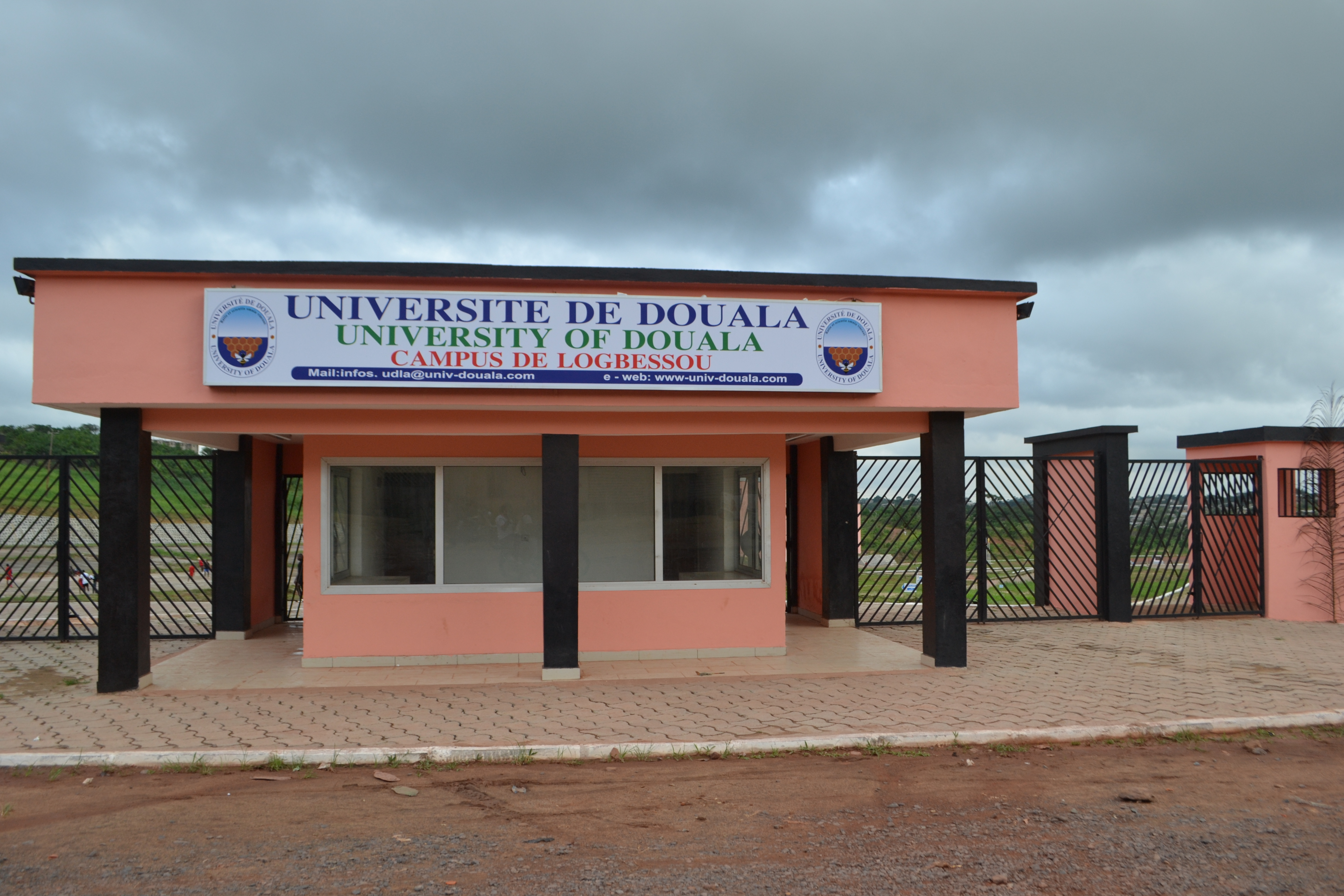
Campus de Logbessou.

## Personnalités liées à l'université

### Enseignants
- Assako Assako René Joly, ancien vice-recteur de l'université
- Valentin Nga Ndongo, vice-recteur chargé du contrôle et de l’évaluation
- Hugues Kenfack, enseignant invité (2010-2011)
- Samuel Bowong Tsakou, enseignant de mathématiques
- Fernando d'Almeida, poète et critique littéraire
- Narcisse Mouelle Kombi, ministre camerounais
- Thomas Atenga, enseignant-chercheur, info-com
- Njoya André Ledoux, enseignant-chercheur, spécialiste des politiques publiques et de la communication gouvernementale, et lui-même ancien étudiant de l'université de Douala

### Étudiants
- Nourane Fotsing Moluh Hassana, femme politique, députée à l'Assemblée nationale
- Hortavie Mpondo, actrice camerounaise
- Mimie, chanteuse camerounaise
- Jean de Dieu Momo, homme politique
- Noëlle Kenmoe, actrice et réalisatrice camerounaise
- Irène Josianne Ngouhada, auteure camerounaise
- Blandine Tona, femme politique
- Stéphane Akam, chanteur camerounais
- Modeste Mopa Fatoing, haut fonctionnaire